# Запоток (Содражиця)
Запоток (словен. Zapotok) — поселення в общині Содражиця, регіон Південно-Східна Словенія, Словенія.